# Scholastika (jméno)
Ženské jméno Scholastika (archaicky česky Škonka[zdroj?]) je latinského původu a znamená školská.

## Známé nositelky
- Svatá Scholastika
- Scholastika ze Champagne – francouzská hraběnka
- Scholastika Rivata – italská paulínka, první generální představená římskokatolické řeholní kongregace Sester učednic Božského Mistra